# ممدوح السكاف
ممدوح السكاف أو ممدوح رضا الهاشمي شاعر وناقد وأستاذ لغة عربية سوري من حمص.

## نشأته والتعليم
ولد الشاعر ممدوح السكاف عام (1938) في حمص القديمة وتلقى تعليمه في مدراسها، ثم تابع تحصيله الجامعي، فنال الإجازة في الأدب العربي من كلية الآداب بجامعة «دمشق» عام /1964/.

## نشاطه
اتجه إلى عالم التعليم فعمل مدرساً في ثانويات حمص ومعاهدها التربوية، قرابة خمسين سنة، واشتغل خلالها أيضاً في الصحافة الأدبية في صحيفة العروبة الحمصية، وشغل منصب نقيب المعلمين في محافظة حمص، ثم عيّن مديراً للمركز الثقافي العربي بحمص، وحاليا رئيس فرع اتحاد الكتاب العرب بحمص
شارك الأديب سكاف في تأسيس رابطة الخريجين الجامعيين في حمص عام (1960)، كما أنه عضو مؤسس لاتحاد الكتاب العرب في سورية منذ عام (1968)، وعضو لجنة حماية حمص القديمة في مجلس المدينة منذ تشكيلها عام /1985/، وعضو المجلس الاقتصادي والاجتماعي لمحافظة حمص. إضافة إلى ذلك فالأديب «سكاف» عضو محكّم لمسابقات الشعر في سوريا وعدد من الدول العربية، وقد تمت ترجمة بعض شعره إلى الروسية والفرنسية والإنكليزية والفارسية.

## مؤلفاته[3]

### دواوين شعرية
- مسافة للممكن مسافة للمستحيل.
- نشيد الصباح.
- شواطئ بلادي.[4]
- في حضرة الماء.
- انهيارات.
- فصول الجسد.
- الحزن رفيقي.
- على مذهب الطيف.
- الصومعة والعنقاء.

### كتب نقدية
- في أصول الدراسة الأدبية.
- دراسة نقدية لمسرحية سليمان العيسى: ابن الأيهم
- الإزار الجريح.
- عبد الباسط الصوفي الشاعر الرومانسي.. دراسة في حياته وشعره.[5]
- في تأمل الشعر: كتابات أدبية.

## مختار من شعره
وباردة خيام الليل، نازفة خطا الأموات
في المجهول
في المنفى
وفي صبح يسلسل عازف الواحات
أغنية من اليخضور
صاغ لحونها
من أرجوان النسغ
هادئة رمال التيه، والأوتاد راسخة
وليلى طار معصمها إلى المحبوب، عتّقه بقبلته الربيعيه